# Contea di Jingtai
La contea di Jingtai (景泰县S, Jǐngtài XiànP) è una contea della Cina, situata nella provincia del Gansu.